# Парч-Кух
Парч-Кух (перс. پرچ كوه) — село в Ірані, у дегестані Ешкевар-е-Софлі, у бахші Рахімабад, шагрестані Рудсар остану Ґілян. За даними перепису 2006 року, його населення становило 78 осіб, що проживали у складі 20 сімей.

## Клімат
Середня річна температура становить 7,55°C, середня максимальна – 22,33°C, а середня мінімальна – -8,11°C. Середня річна кількість опадів – 350 мм.
| Клімат поселення                              | Клімат поселення | Клімат поселення | Клімат поселення | Клімат поселення | Клімат поселення | Клімат поселення | Клімат поселення | Клімат поселення | Клімат поселення | Клімат поселення | Клімат поселення | Клімат поселення | Клімат поселення |
| Показник                                      | Січ.             | Лют.             | Бер.             | Квіт.            | Трав.            | Черв.            | Лип.             | Серп.            | Вер.             | Жовт.            | Лист.            | Груд.            |                  |
| Середній максимум, °C                         | 1,81             | 2,25             | 4,29             | 11,02            | 16,24            | 19,86            | 22,33            | 22,23            | 18,74            | 14,57            | 9,26             | 4,03             |                  |
| Середня температура, °C                       | −3,14            | −2,7             | −0,66            | 6,07             | 11,26            | 14,88            | 17,95            | 17,86            | 14,38            | 10,19            | 4,89             | −0,35            |                  |
| Середній мінімум, °C                          | −8,11            | −7,66            | −5,62            | 1,10             | 6,32             | 9,92             | 13,56            | 13,48            | 10,00            | 5,81             | 0,50             | −4,73            |                  |
| Норма опадів, мм                              | 31               | 37               | 59               | 49               | 41               | 13               | 11               | 7                | 8                | 27               | 32               | 35               |                  |
| Середньомісячна швидкість вітру, м/с          | 1.92             | 2.55             | 2.70             | 2.71             | 2.38             | 2.24             | 2.19             | 2.12             | 1.95             | 1.94             | 2.36             | 1.93             |                  |
| Середньомісячна сонячна радіація, кДж/м²·день | 7832             | 10339            | 12835            | 16735            | 20801            | 24184            | 24325            | 21815            | 18266            | 13053            | 9461             | 7515             |                  |
| --------------------------------------------- | ---------------- | ---------------- | ---------------- | ---------------- | ---------------- | ---------------- | ---------------- | ---------------- | ---------------- | ---------------- | ---------------- | ---------------- | ---------------- |
| Джерело:                                      |                  |                  |                  |                  |                  |                  |                  |                  |                  |                  |                  |                  |                  |